# Mouloudia d'Alger en supercoupe d'Algérie
Cet article traite le parcours du MC Alger en Supercoupe d'Algérie.

## Histoire de la Supercoupe d'Algérie
La Supercoupe d'Algérie de football est une compétition récente du football algérien. Il s'agit d'un trophée qui se joue sur une rencontre entre le vainqueur de la Coupe d'Algérie et le Champion d'Algérie de football de première division. La rencontre est toujours domiciliée au Stade du 5 juillet 1962 d'Alger, le stade national d'Algérie, où se déroulent également les finales de Coupe d'Algérie et les rencontres de l'Équipe nationale de football. 
La première apparition de ce trophée date de l'année 1991, elle était organisée par la Fédération algérienne de football et avait lieu en début de saison. Cette édition fut marquée par la victoire du RC Kouba, le premier vainqueur de cette compétition, trois buts à un sur l'USM Alger. Cette compétition se joua activement jusqu'en 1995 date de sa dernière édition, avec un vainqueur différent chaque année. 
En 2006 un riche sponsor, l'entreprise Ring, représentant officiel de Nokia en Algérie, a l'idée de remettre au goût du jour cette compétition, sans doute pour un coup marketing. Cette année n'a pas été choisie au hasard car les tenants des deux titres que sont la Coupe d'Algérie de football et le Championnat d'Algérie de football, furent détenues respectivement par le MC Alger et la JS Kabylie, les deux clubs les plus célèbres et les plus titrés du football algérien. Cependant il avait été convenu que ce serait toujours la Fédération algérienne de football qui organiserait la compétition et Ring le sponsor unique. 
Néanmoins après deux nouvelles éditions de cette compétition qui ont vu le MC Alger, nouveau vainqueur, s'imposer à chaque fois, les éditions suivantes ont été annulées pour diverses raisons, dont la principale concernerait les travaux du Stade du 5 juillet 1962, lieu de la rencontre. Depuis 2007 aucune édition n'a été jouée.

## Parcours MC Alger en Supercoupe d'Algérie

### Finales du MC Alger
| Année | Match | Vainqueur | Score | Finaliste  |
| ----- | ----- | --------- | ----- | ---------- |
| 2006  | 1     | MC Alger  | 2-1   | JS Kabylie |
| 2007  | 2     | MC Alger  | 4-0   | ES Setif   |
| 2010  | 3     | MC Alger  | ?-?   | ES Setif   |

### Bilan du MC Alger en Supercoupe d'Algérie
| Rang | Club          | Vainqueur | Finaliste | Non disputé |
| ---- | ------------- | --------- | --------- | ----------- |
| 01   | MC Alger      | 02        | 00        | 01          |
| 02   | JS Kabylie    | 01        | 03        | 01          |
| 03   | CR Belouizdad | 01        | 00        | 01          |
| 04   | US Chaouia    | 01        | 00        | 00          |

Le MC Alger est le club le plus titré de cette compétition en remportant ses deux finales